# Veratrum chiengdaoense
Veratrum chiengdaoense là một loài thực vật có hoa trong họ Melanthiaceae. Loài này được K.Larsen miêu tả khoa học đầu tiên năm 1961.